# Karpatenmolch
Der Karpatenmolch (Lissotriton montandoni, Syn.: Triturus montandoni vgl.: Triturus) ist ein Schwanzlurch aus der Familie der Echten Salamander (Salamandridae).

## Merkmale
Es handelt sich um einen kleinen, zierlichen Molch – erwachsene Tiere werden bei den Männchen 80 (selten 95), bei den Weibchen bis zu 100 Millimetern lang. Der Kopf ist flach und breit; er weist drei Längsfurchen an der Oberseite auf. Die Männchen entwickeln in der Wassertracht zwei erhabene seitliche Rückendrüsenwülste, wodurch der Rumpfquerschnitt etwas rechteckig erscheint. Außerdem weisen sie einen Faden am Schwanzende auf (vergleiche: Fadenmolch!) und bilden statt eines Kammes (vergleiche beispielsweise: Teichmolch) eine mittige Rückenleiste aus, die in den Flossensaum des Schwanzes übergeht. Ihre Oberseite ist graubraun bis olivgrün und oft dunkel gefleckt. Der seitliche Kopfbereich ist dunkel gefärbt und mit hellen Flecken durchsetzt. Der untere Schwanzflossensaum der Männchen zeigt einen hellen Streifen mit dunklen Flecken. Die Bauchseite ist intensiv orange-rot, manchmal gelblich gefärbt und normalerweise ungefleckt (vergleiche: Bergmolch). Weibchen sowie Jungtiere haben häufig ein helles Zickzackmuster auf dem Rücken, das sich von den dunkleren, bräunlichen Flanken absetzt. Sie besitzen keine Rückenleiste und niedrigere Flossensäume. In der unscheinbareren Landtracht wird die zuvor glatte Haut samtartig und wasserabweisend.

## Verbreitung

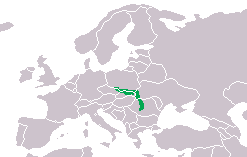
Verbreitung des Karpatenmolches

Die Art kommt natürlicherweise nur in einem relativ kleinen Gebiet im Bereich des mittel-osteuropäischen Karpatenbogens vor. Im Einzelnen werden die Sudeten (Südrand Polens und der Ostrand Tschechiens), die nordöstliche Slowakei (Beskiden, Hohe und Niedere Tatra), der Westzipfel der Ukraine mit den Waldkarpaten und die rumänischen Ostkarpaten (Siebenbürgen) besiedelt. Die Vertikalverbreitung reicht von 200 bis knapp 2000 m – der Schwerpunkt befindet sich auf der Höhenstufe zwischen 600 und 1200 Metern.
Im Jahre 1901 waren Karpatenmolche im Bayerischen Wald ausgesetzt und dort 1938 sowie letztmals 1950 nachgewiesen worden.

## Lebensraum und Lebensweise

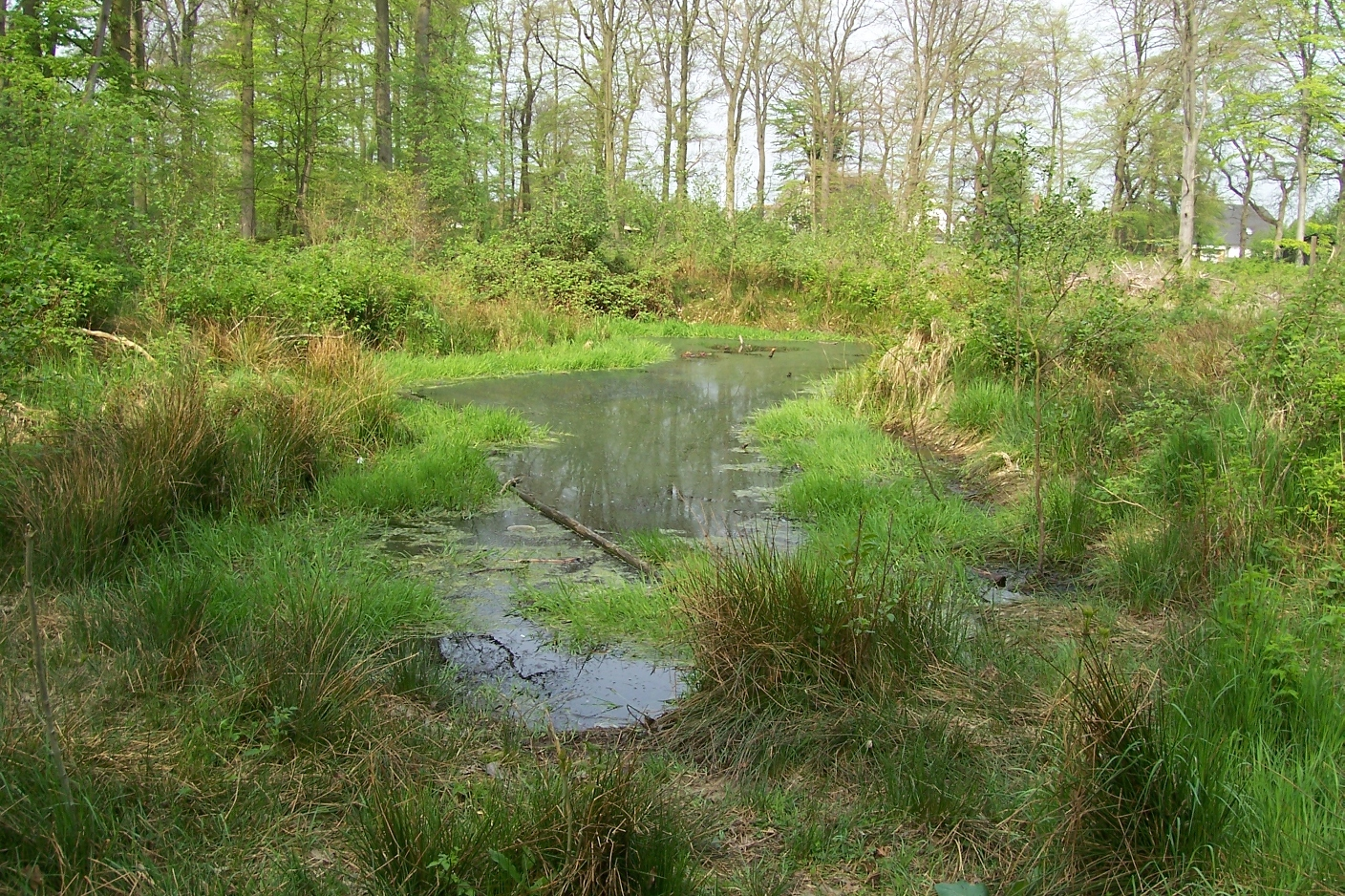
So könnte ein typischer Lebensraumaspekt aussehen

Der Hauptlebensraum sind Nadel- und Laubwälder der Karpaten. Hier verstecken sich die Molche tagsüber unter Steinen, Reisighaufen und dergleichen. Nachts gehen sie auf die Jagd nach Insekten, Asseln, Spinnen und Würmern; im Laichgewässer werden vor allem Kleinkrebse und Insektenlarven erbeutet. Nach der Winterruhe, die von Oktober/November bis März/April dauert und an frostsicheren Plätzen terrestrisch verbracht wird, wandern die Molche im Spätfrühling zum Fortpflanzungsgewässer. In tieferen Lagen sind dies eher kühle, schattige Weiher, in höheren Lagen kleine, sich schneller erwärmende Tümpel.

## Fortpflanzung
Bei der Balz im Wasser umwirbt das Männchen ein Weibchen in molchtypischer Manier – besondere Parallelen bestehen dabei zum Verhalten der eng verwandten Arten Teichmolch und Fadenmolch. Schließlich setzt es eine Spermatophore ab, die vom Weibchen mit der Kloake aufgenommen wird. Später heftet dieses 35 bis 250 Eier einzeln an Wasserpflanzen fest.
Nach 10 bis maximal 30 Tagen Embryonalentwicklung schlüpfen die Larven und benötigen nun noch etwa drei Monate bis zur Metamorphose zum Landtier. Bis dahin wachsen sie von zunächst sechs bis zehn auf zuletzt 30 (bis 40) Millimeter Länge heran. In warmen Flachgewässern kann sich die Larvenentwicklung schneller vollziehen.

## Gefährdung und Schutz
Bestände leiden unter der Verschmutzung und Zerstörung der Laichgewässer sowie unter künstlichem Fischbesatz in Kleingewässern.
Gesetzlicher Schutzstatus (Auswahl)
- FFH-Richtlinie: Anhänge II und IV (es sind eigens Schutzgebiete auszuweisen/streng zu schützende Art)
- Bundesnaturschutzgesetz (BNatSchG): streng geschützt